# 海姆达尔号岸防舰
海姆达尔号是德意志帝国海军于19世纪末建造的八艘齐格弗里德级岸防舰的第四艘，以北欧神话人物海姆达尔命名。舰只于1891年至1894年间在威廉港的帝国船厂建造，装备有三门240毫米口径箍炮作为主炮。它于整个1890年代都在德国舰队服役，并至1900－1902年间重建。1914年8月第一次世界大战爆发后，该舰被编入第六分舰队，但未参与任何实质行动。海姆达尔号于1915年退役，此后被用作宿营船。它最终于1921年拆解报废。

## 设计

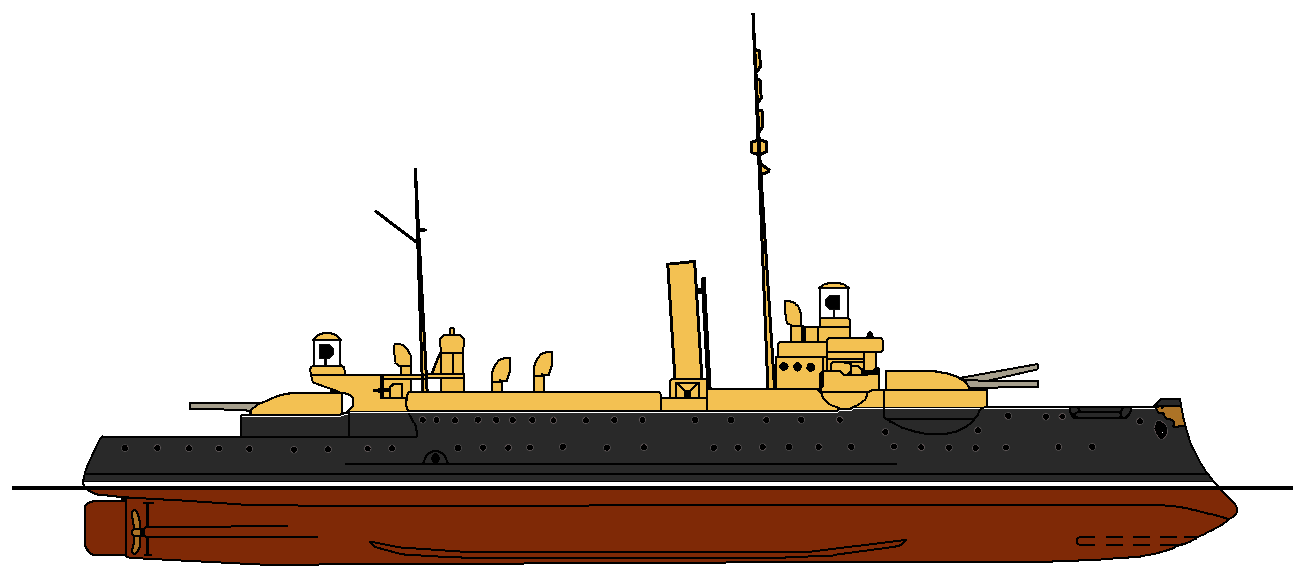
齐格弗里德级舰只的原始配置图

在19世纪80年代末，面对海军预算有限（由于帝国议会反对海军开支和威廉皇帝运河的疏浚费用），德意志帝国海军一直在努力解决建造何种主力舰的问题。作为新任帝国海军部长，列奥·冯·卡普里维中将提出了一系列设计方案，其范围涵盖了排水量2500吨的小型岸防舰，以及排水量9800吨的远洋战列舰。他最终决定以十艘岸防舰来保卫德意志湾的大型河口，因为即使在议会内，海军反对派也认为这类铁甲舰是必要的。其中的前六艘都是基于卡普里维提出的最小尺寸建造。
海姆达尔号的全长为79米，有14.9米的舷宽和最多5.74米的吃水深度，满载排水量达3801吨。舰只的推进装置由两台立式三缸三胀式蒸汽机组成，所需的蒸汽是通过四台燃煤锅炉供给。舰只的最高航速为14.6節（27.0每小時），并可以10節（19每小時）的速度续航1,490海里（2,760）。其标准船员编制为20名军官及256名士兵。
舰只的主炮是由克虏伯提供、安装在三个单座炮塔中的三门240毫米35倍径箍炮组成。其中两门并排放置在艏楼，第三门位于主舰艛的后方。它们共配备204枚弹药。副炮则由八门88毫米30倍径速射炮组成。此外，海姆达尔号还装备有六门37毫米机炮和四具直径为350毫米的鱼雷发射管。后者全部安装在甲板的枢转支架上，舰艏、舰艉以及舰舯两侧各有一具。舰只受到舰舯240毫米厚的水线装甲带和30毫米厚的装甲甲板保护。司令塔侧部的装甲厚度也有80毫米。海姆达尔号的装甲由新开发的克虏伯渗碳钢制成，较同级前三艘舰所使用的复合钢更为有效。

## 建造
舰只最初是由德意志帝国海军以“U号四等铁甲舰”（Panzerschiffs IV. Klasse U）为合同代号订购。来自威廉港的帝国船厂获得了建造合同，自1891年11月2日开始架设龙骨；将近九个月后，即1892年7月27日，新舰得以下水。在下水仪式上，由德皇威廉二世主持为舰只冠以“海姆达尔”之名——这是出自北欧神话中的一位神祇形象。此后，进一步的舾装工序一直持续至1894年春天。

## 服役历史

### 和平时期

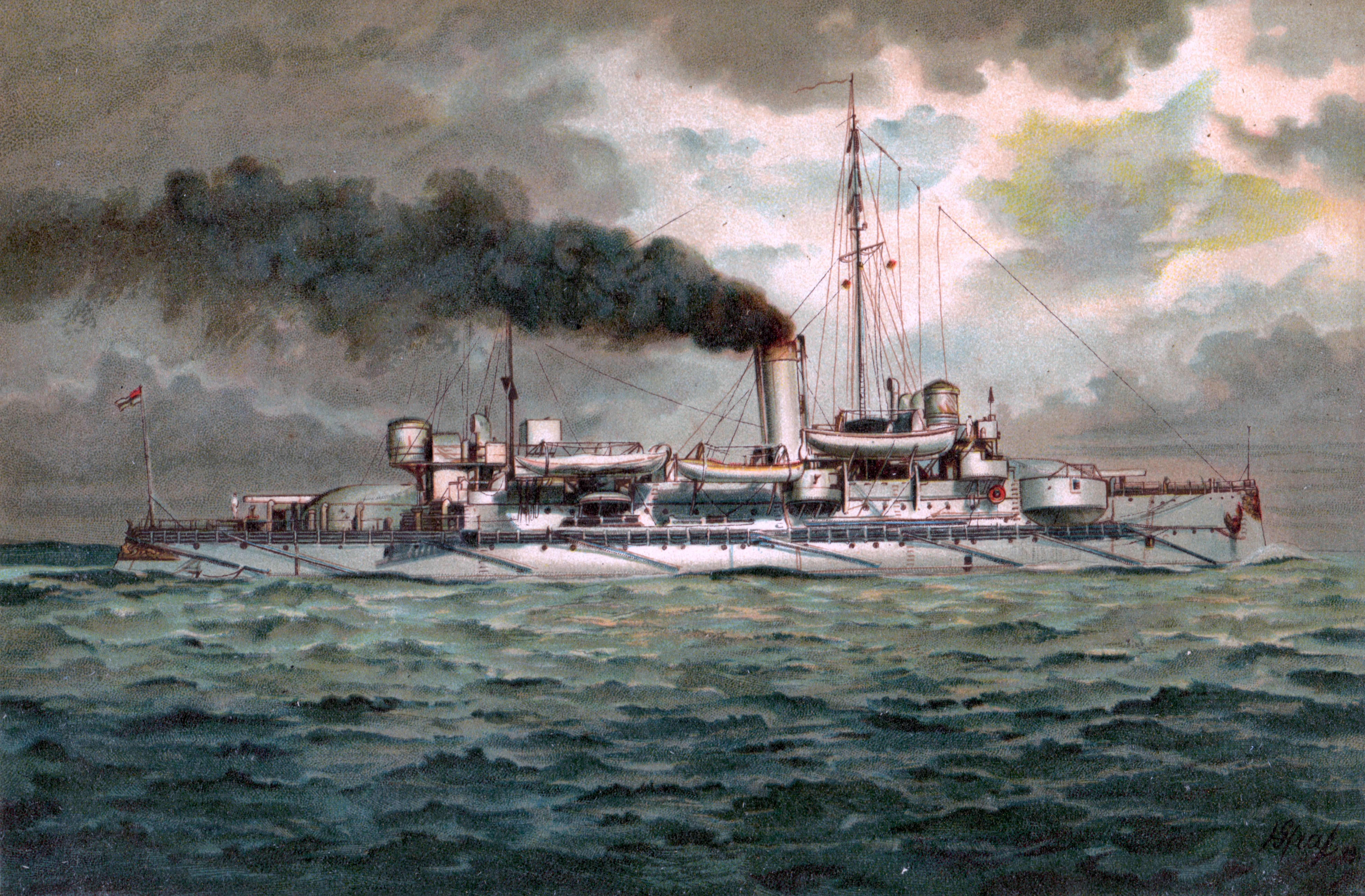
描绘海姆达尔号的画作

海姆达尔号于1894年4月7日首次投入使用，以进行海试。在海试过程中，舰只的锅炉装置暴露出严重缺陷。为此，它不得不返回船厂几个月，在那里进行改良。从11月1日至12月15日，海试得以继续进行并最终完成。随后，海姆达尔号移驻基尔，并被编入波罗的海预备役总队（Reservedivision der Ostsee）。直至1895年4月，舰上都只保留了精简编制的船员。当增员至标准编制之后，海姆达尔号先是跟随铁甲舰总队在波罗的海进行了演习，又于6月21日出席了威廉皇帝运河的通航仪式。由于帝国海军有必要向摩洛哥和东亚派遣舰船，迫使海姆达尔号必须于7月5日退役，以满足对远征官兵的需求。
海姆达尔号于1897年8月8日重新启用。它加入了为秋季演习而临时组建、由六艘齐格弗里德级岸防舰构成的第二分舰队，受海军少将保罗·霍夫曼指挥。分舰队的旗舰为希尔德布兰德号。9月8日，海姆达尔号在丹麦水域发生严重海损，由基尔帝国船厂对其进行修复。舰只遂于9月24日退役。同样在1898年和1900年，海姆达尔号都为秋季演习而重启，并与几艘姊妹舰一同模拟敌对舰队。
1901年至1902年间，基尔帝国船厂开始对海姆达尔号展开与同级其它姊妹舰类似的重建工作。舰只的舯部被切割并延长了近8.4米、排水量增至4436吨；原有锅炉设备被八台船用锅炉所取代，并安装了第二座烟囱，致使其外观发生了重大变化。此外，武器装备也得到了调整，其中37毫米机炮被全数移除，88毫米炮的数量增至十门，而四具350毫米鱼雷管则被替换为三具450毫米管。通过重建，海姆达尔号的轮机性能和燃煤贮存量均得到显著改善，从而提升了巡航距离和最高速度。
重建后的海姆达尔号于1902年7月15日重新入役，并作为临时组建的第二分舰队的一份子参加了秋季演习。第二年，舰只也用作同样的演习。该舰在和平时期的最后一次运用是在1909年：为进行秋季演习，所有预备役舰只都被启用并编入海军中将胡戈·蔡尔麾下的预备舰队。齐格弗里德级岸防舰组成了预备舰队的第三分舰队，旗舰为希尔德布兰德号，受胡戈·冯·波尔指挥——他于9月5日获晋升为海军中将。演习结束后，海姆达尔号于9月17日退役。

### 第一次世界大战
第一次世界大战爆发后，包括海姆达尔号在内的所有岸防舰都于1914年8月12日得到重新动员。它们被编入第六分舰队，受海军少将理夏德·埃克曼指挥，主要负责北海沿岸的防御。经过单舰和艦队演练后，海姆达尔号接管了亚德河与威悉河河口的前哨和警戒执勤。1914年12月23日，它在威廉港的锚区与无畏舰皇后号发生碰撞，但未受到重大损害。自1915年6月15日起，海姆达尔号进驻埃姆斯河。该舰的舰长、海军上校鲁道夫·巴特尔斯同时兼任埃姆斯河海防总队的指挥官，负责守卫当地的近海水域。在第六分舰队于5月31日解散后，海姆达尔号本身已被编入埃姆斯河海防总队。在该部队中，舰只还会被用作靶舰。1916年2月24日，已完全过时的海姆达尔号撤出此时已改称“埃姆斯河海防区舰队”的部队，并于3月2日在埃姆登退役。除了岸防舰的战斗价值低下外，帝国海军的人员短缺局面也是造成舰只退役的主要原因。

### 结局
海姆达尔号于1916年被解除武装。在战争结束前，它都在埃姆登担任宿营船，宿营部队起初为第四潜艇区舰队，自1917年12月起则改为埃姆斯河前哨区舰队。至1919年6月17日，即结束一战的《凡尔赛条约》签署前不久，除奥丁号外的所有岸防舰均从海军序列中除籍。将海姆德尔号改造为起重船的计划并未实施。舰只最终于1921年在勒讷贝克拆解报废。
根据1900年第二部《舰队法》中规定的战列舰（含岸防舰）20年使用年限，腓特烈大帝号战列舰得以作为海姆达尔号的替舰而于1912年下水。这艘无畏舰曾在日德兰海战期间担任公海舰队的旗舰。

## 脚注
注释
1. ↑  SMS表示, 即“陛下之舰”。
2. ↑  所有德国舰船在订购时都会被赋予临时代号；其中新增编入舰队的使用字母代号，而用于替换旧舰的则使用“（旧舰名）替舰”。[6]

引用
1. ↑  Dodson，第33–34頁.
2. ↑  Gröner，第10–11頁.
3. ↑  Dodson，第34頁.
4. 1 2  Gröner，第11頁.
5. ↑  Sondhaus，第187頁.
6. ↑  Gröner，第56頁.
7. ↑  Hildebrand & Röhr & Steinmetz，第102–104頁.
8. ↑  Gardiner，第246頁.
9. 1 2 3 4  Hildebrand & Röhr & Steinmetz，第103頁.
10. ↑  Notes on Naval Progress (1898), p. 107
11. ↑  Notes of Naval Progress (1900), p. 416
12. ↑  Gröner，第10-11頁.
13. ↑  Gardiner & Gray，第142頁.
14. ↑  Gröner & Jung & Maass，第48頁.